# 國立臺灣大學校史
1945年12月15日，經行政院會決議，教育部令正式定名為「國立臺灣大學」。依中華民國大學制度，各「學部」改稱「學院」，並將文政學部劃分為文學院及法學院，加上理、醫、工、農共6個學院、22學系。

## 歷史

### 羅宗洛代理校長時期
1945年12月，行政院核定校名國立臺灣大學，派羅宗洛任代理校長，羅代理校長聘杜聰明任第一屆醫學院院長兼熱帶醫學研究所所長、第一附屬醫院（現在臺大醫院）院長。同時，陳建功為教務長，陳兼善為總務長兼動物學系主任，蘇步青為理學院院長兼數學系主任，陸志鴻為工學院院長，蔡邦華為農學院院長兼昆蟲學系主任，林茂生為先修班主任並代理文學院院長，周憲文為法學院院長。
1946年春，羅宗洛代理校長離臺向國民政府述職期間，發生臺大醫院醫師爭取聘書請願與主任秘書周昌壽衝突，演變為罷診抗議並要求大學當局改正官僚態度的事件，1946年4月9日，羅宗洛飛回臺灣的同時，陳建功教務長代理校長辭職，搭同一機下一航班永遠離開臺灣，4月10日，羅代理校長接見請願代表，接受發聘書和大學民主化的訴求。

### 陸志鴻校長時期
二二八事變前陸校長已不讓杜兼熱帶醫學研究所所長和附屬醫院院長（改請洪式閭和陳禮節），亦免除其醫學院院長职务，經醫學院魏火曜等多位臺灣同仁力爭才讓杜留任醫學院院長。
事變後的3月11日，林茂生被軍警帶走并失蹤，時任陸志鴻校長在3月16日改請嚴智鍾接醫學院院長，杜亡命半年，終於全身而退。

### 莊長恭校長時期
1948年6月1日，留德美化學家莊長恭到任臺大校長，是第一位當選中央研究院院士後出任臺大校長的科學家。
1948年8月1日，莊校長辭職離臺，教務長兼文學院院長丁燮林代理校長，8月中旬丁氏前去青島處理事務，杜聰明以醫學院院長兼教務長代理校長，8月29日莊氏接受慰留回臺，帶來教務長盧恩緒和文學院院長沈剛伯。

### 杜聰明代理校長時期
1948年12月7日，莊校長再度辭職（盧教務長已先請辭行政職），杜聰明以醫學院院長兼教務長代理校長，12月15日行政院批准莊校長請辭，發表傅斯年接任。
1948年12月19日，在上海中央研究院植物研究所做所長的羅宗洛寫給中研院同仁傅斯年的信說：「杜為人甚機警。」
杜代理校長在1949年1月20日交棒給傅。
杜氏任內的建設可參見歐素瑛〈貢獻這個大學于宇宙的精神〉。

### 傅斯年校長時期
傅斯年校長將附屬醫院改名附設醫院，醫學院院長仍請杜聰明，附設醫院院長仍为魏火曜。
1950年傅校長引進美式醫學教育，期間傅校長和杜院長的意見不合一再浮現，衝突不斷。
1950年5月13日，臺大醫學院發生白色恐怖事件，第三內科主任許強、眼科主任胡鑫麟和皮膚泌尿科胡寶珍、耳鼻咽喉科蘇友鵬四位臺大醫院醫師被捕。
1950年11月28日，許強、郭琇琮、朱耀珈、謝湧鏡四位醫師在臺北被國民黨政府處決，九州帝國大學出身的許強成為臺灣史上第一位死在白色恐怖中的醫學博士。其後，胡鑫麟、胡寶珍、蘇友鵬在獄中度過十多年，大部份的時間在綠島。
中國共產黨地下黨組織臺北市工作委員會設有臺大醫學院支部委員會，當年臺大醫院的地下共產黨員，臺大戰後第一位眼科主任邱林淵博士向藍博洲回憶：參加臺大醫學院支部委員會活動的有許強（據說是書記）、胡鑫麟、翁廷俊、謝有福。左傾的醫師還有皮膚泌尿科講師吳萬耀、婦產科副教授王經授等許多位。
邱林淵博士、王經授博士、吳萬耀醫生1948年底棄職經英屬香港逃到中國蘇區，在大連醫學院（現在大連醫科大學）做教授。邱向藍說自己前往蘇區的事情只告知四位臺大醫師：許強、蕭道應、胡鑫麟、翁廷俊，許、蕭是邱臺北帝大醫學部的同班同學（同窗），翁是學長（先輩），胡是學弟（後輩）。翁廷俊是第二內科主任，蕭道應是法醫學科主任，謝有福是皮膚泌尿科主任。 翁廷俊博士在1949年傅斯年校長到任後辭臺大第一內科主任行政職，教職被慰留，1950年白色恐怖事件發生時剛好不在院內而沒有被捕，在傅校長和杜院長勸說下「自新」，1955年離開臺大。謝有福教授逃過國民黨白色大網。
在傅斯年校長任內辭職的還有第二內科主任林茂博士（1950年6月第一、第二及第三內科合併為美式的大內科，林做首位內科主任一個月，辭職離開臺大）、王文杰（1950年7月到9月做第二位內科主任3個月，辭職離開臺大）和地下共產黨員蕭道應等多位教授。
邱林淵、王經授、翁廷俊、林茂都是臺北帝國大學1945年被國民政府接收前授予的最後一批醫學博士。這些青年醫師全部都是杜聰明臺北帝大醫學部的學生。